# KROQ-FM
KROQ-FM är en Los Angeles-baserad musikradiostation med inriktning på musikformatet modern rock.